# Koning Boudewijn (metrostation)
Koning Boudewijn is een station van de Brusselse metro gelegen in de stad Brussel.

## Geschiedenis
Het ondergrondse station werd geopend op 25 augustus 1998 ter verlenging van metrolijn 1A vanuit Heizel als het nieuw noordwestelijke eindpunt. Sinds de herziening van het metronet in 2009 bedient metrolijn 6 dit station en eindpunt. De naam van het station is ontleend aan het nabije Koning Boudewijnstadion, hoewel metrostation Heizel dichter bij het stadion gelegen is. Aanvankelijk was het station gepland als Amandelbomen (Frans: Amandiers).

## Situering
Het metrostation bevindt zich onder de Amandelbomenlaan, bij het kruispunt van de Houba de Strooperlaan en de Keizerin Charlottelaan, in de Brusselse Modelwijk.

## Kunst
Aan beide uiteinden van het eilandperron bevinden zich uitgangen die direct naar de straat leiden. Boven het perron zweven 31 metalen eenden in fluorescerende kleuren, die bevestigd zijn aan het plafond. Dit kunstwerk van Philippe Decelle draagt de naam Vol de Canards. Bij de uitgang naar de Keizerin Charlottelaan prijkt in de wand de beeltenis van Koning Boudewijn, in bronzen haut-reliëf van Elisabeth Barmarin.

## Afbeeldingen

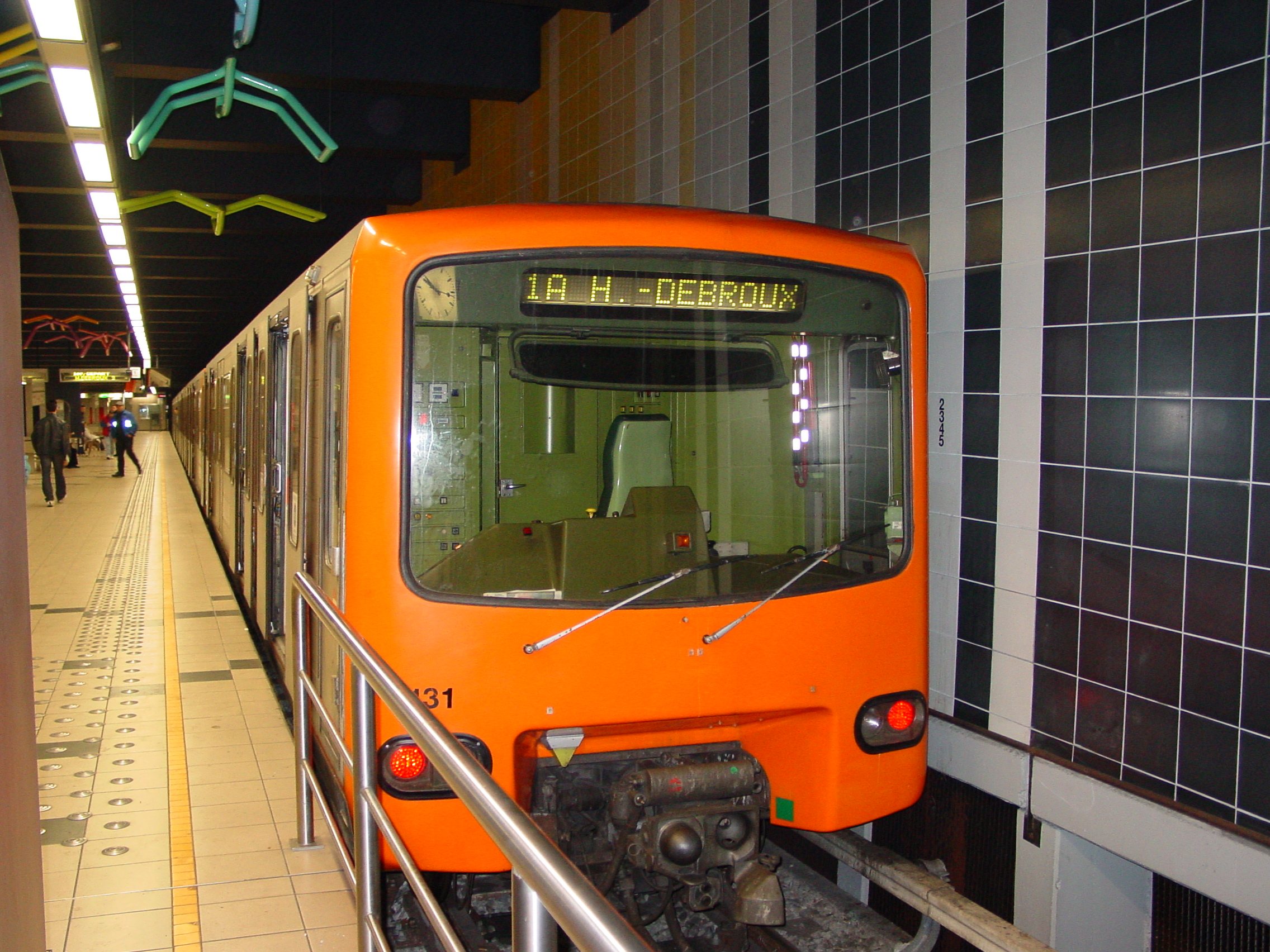
Metrostel van de lijn 1A voor de hervorming van het metronet in 2009.
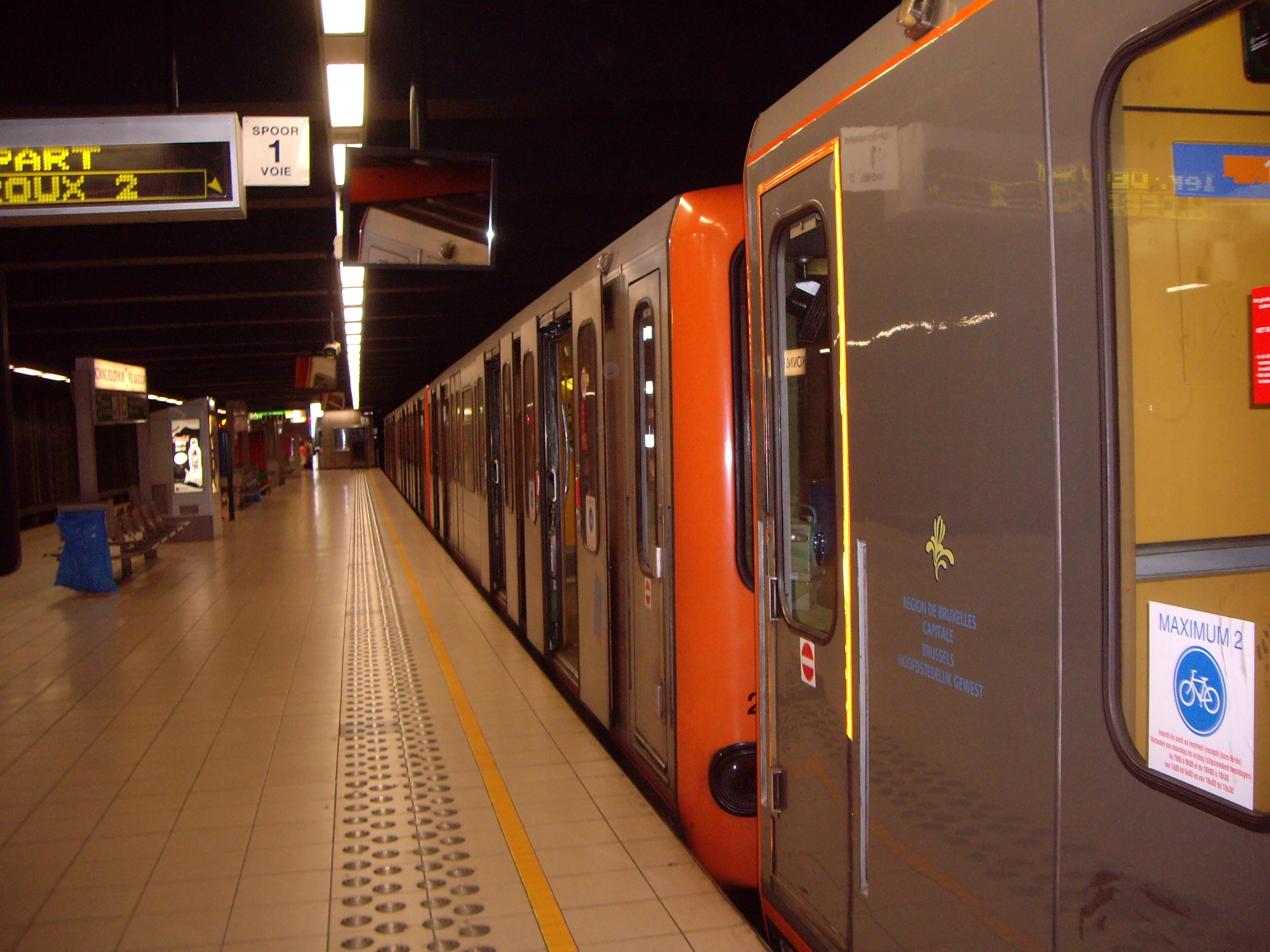
Metrostel aan perron in afwachting voor vertrek.